# Chamaesaura
Genre
Chamaesaura est un genre de sauriens de la famille des Cordylidae.

## Répartition
Les espèces de ce genre se rencontrent en Afrique australe, en Afrique centrale et en Afrique de l'Est.

## Description
Ce sont des reptiles dont les membres sont peu développés.
Ils sont ovovivipares, terrestres et insectivores, et vivent dans des zones plutôt arides.

## Liste des espèces
Selon The Reptile Database (29 juin 2012) :
- Chamaesaura aenea (Fitzinger, 1843)
- Chamaesaura anguina (Linnaeus, 1758)
- Chamaesaura macrolepis (Cope, 1862)
- Chamaesaura miopropus Boulenger, 1894
- Chamaesaura tenuior Günther, 1895

## Publication originale
- Schneider, 1801 : Historiae Amphibiorum naturalis et literariae. Fasciculus secundus continens Crocodilos, Scincos, Chamaesauras, Boas. Pseudoboas, Elapes, Angues. Amphisbaenas et Caecilias. Frommani, Jena, p. 1-374 (texte intégral).